# 科普林卡水庫
42°36′N 25°19′E / 42.600°N 25.317°E

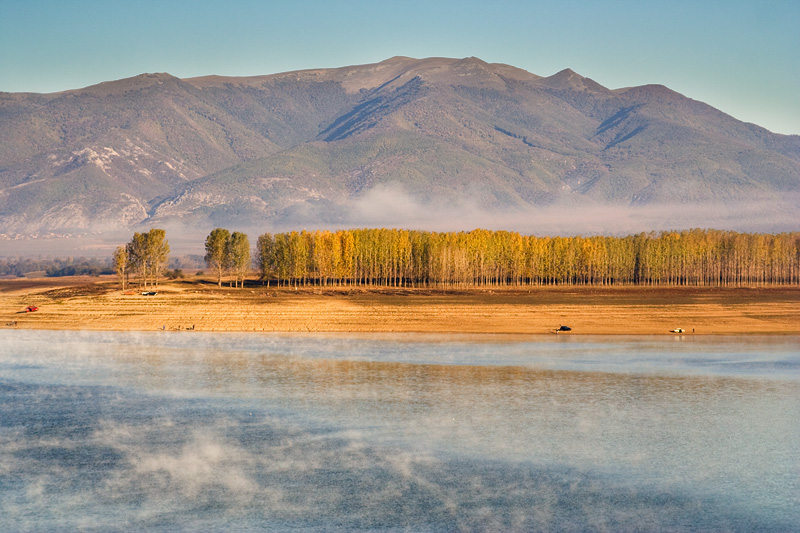

科普林卡水庫是保加利亞的水庫，位於該國中部，距離卡贊勒克7公里，由舊扎戈拉州負責管轄，長7公里、寬1公里，面積11.2平方公里，海拔高度390米，蓄水量1.4億立方米。

## 外部連結
- Satellite photo of the Koprinka Reservoir, the village of Koprinka and the city of Kazanlak （页面存档备份，存于） - www.Wikimapia.org
- Short information for the Topolnitsa Dam (in Bulgarian)